# Fabienne Fléchet
Fabienne Fléchet (Val-d'Isère, 1955) è un'ex sciatrice alpina francese.

## Biografia
Fabienne Fléchet esordì in Coppa del Mondo l'11 dicembre 1971 a Val-d'Isère, suo paese d'origine, in discesa libera (58ª); nella stessa stagione agli Europei juniores di Madonna di Campiglio 1972 vinse la medaglia d'argento nella medesima specialità. In Coppa del Mondo ottenne il miglior risultato il 4 gennaio 1975 a Garmisch-Partenkirchen in slalom speciale (16ª) e prese per l'ultima volta il via il 19 gennaio seguente a Sarajevo Jahorina in discesa libera (44ª); non prese parte a rassegne olimpiche o iridate.

## Palmarès

### Europei juniores
- 1 medaglia[3]:
  - 1 argento (discesa libera a Madonna di Campiglio 1972)